# Gare de Buire-sur-l’Ancre
Gare de Buire-sur-l’Ancre – przystanek kolejowy w Buire-sur-l’Ancre, w departamencie Somma, w regionie Hauts-de-France, we Francji.
Jest przystankiem kolejowym Société nationale des chemins de fer français (SNCF), obsługiwaną przez pociągi TER Picardie.